# GSF Adriatic IV
GSF Adriatic IV – самопідіймальна бурова установка. Відома передусім аварією, що сталась під час робіт у єгипетському секторі Середземного моря.

## Загальна інформація
Судно, яке спершу мало назву «Glomar Adriatic IV», спорудили в 1983 році на сінгапурській верфі Marathon LeTourneau Offshore на замовлення компанії Global Marine. У 2003 році, після того, як Global Marine об’єдналась з іншим великим оператором офшорного буріння SantaFe у GlobalSantaFe, установку перейменували на «GSF Adriatic IV».
За своїм архітектурно-конструктивним типом судно відносилось до самопідіймальних та могло вести буріння при глибинах моря до 91 метра і споруджувати свердловини довжиною 7,6 км.

## Катастрофа 2004 року
Влітку 2004-го «GSF Adriatic IV» узялось буріння газової свердловини на платформі єгипетського родовища Темсах. 10 серпня стався неконтрольований викид зі свердловини із наступним займанням. В цей час на буровій установці перебувало 79 осіб, а разом з платформою їх кількість перевищувала півтори сотні. Втім весь персонал вдалось вчасно евакуювати.  
Пожежа тривала тиждень перш ніж її вдалось узяти під контроль. Наслідком інциденту стала повна втрата як бурової установки, так і платформи (надалі була замінена новою спорудою).